# 硒鼓
硒鼓（英語：toner cartridge）是激光打印机和复印机上的一个可更换部件，由感光鼓、显影辊和墨粉盒三个部分组成，感光鼓上面覆盖一层物质（可以是硒或有机材料），感光鼓带负电，在激光下感光鼓部分电阻改变从而电荷消失。显影辊用于吸附墨粉，显影辊和感光鼓接触后墨粉被转移到感光鼓上，此后被转移到纸上。